# David Cooper
David G. Cooper (1931 - 1986) foi um psiquiatra sul-africano, notável teórico e líder do movimento antipsiquiatria, ao lado de R. D. Laing, Thomas Szasz e Michel Foucault.

## Biografia
Cooper graduou-se pela Universidade da Cidade do Cabo em 1955. Mudou-se para Londres, onde trabalhou em muitos hospitais e dirigiu uma unidade experimental para jovens esquizofrênicos chamada Villa 21. Em 1965, envolveu-se com Laing e outros médicos e estabeleceu a chamada Philadelphia Association. Um "marxista existencialista", Cooper deixou a Philadelphia Association nos anos 70, em um desacordo sobre o crescente interesse da associação em espiritualismo, em vez de política.
Cooper acreditava que maldade e psicose eram produtos da sociedade e que a sua solução última seria através de uma revolução. Para esta finalidade, viajou à Argentina e sentiu que o país era pleno de potencial revolucionário. Mais tarde, retornou à Inglaterra antes de se mudar para a França, onde passou o resto de sua vida.
Cooper cunhou o termo "antipsiquiatria" em 1967 para descrever oposição e métodos opostos à psiquiatria ortodoxa da época, embora o termo possa se confundir com a visão ortodoxa da psiquiatria dos antipsiquiatras (por exemplo, cura antipsíquica).
A influência da filosofia fenomenológica-existencial de Sartre, especialmente com a obra "Crítica da Razão Dialética", segundo a qual Laing e Cooper compuseram um notável texto com o título Raison et violence, foi um dos alicerces que fez Cooper lutar contra a repressão manicomial que se encontra associada a outras lutas antirrepressivas e se soma às reivindicações por um mundo melhor e mais livre.

### Trabalhos
Seus maiores textos incluem:
- Reason and Violence: a decade of Sartre's philosophy, Tavistock (1964) – em co-autoria com R. D. Laing
- Psychiatry and Anti-Psychiatry (Ed.), Paladin (1967)
- The Dialectics of Liberation (Ed.), Penguin (1968) – A introdução de Cooper pode ser lida no site de Herbert Marcuse.
- The Death of the Family, Penguin (1971)
- Grammar of Living, Penguin (1974)
- The Language of Madness, Penguin (1978)

Ele coordenou o Congresso sobre a Dialética da Libertação, que teve lugar em Londres no The Roundhouse em Chalk Farm, de 15 de Julho a 30 de Julho de 1967. Entre os participantes, estavamm R. D. Laing, Paul Goodman, Allen Ginsberg, Herbert Marcuse e o membro dos Panteras Negras Stokely Carmichael. Jean-Paul Sartre foi agendado para aparecer, mas cancelou no último momento.
Além de ter sido membro-fundador da Associação Filadélfia em Londres, foi diretor do Instituto de Estudos Fenomenológicos.